# Bremer Tageszeitungen

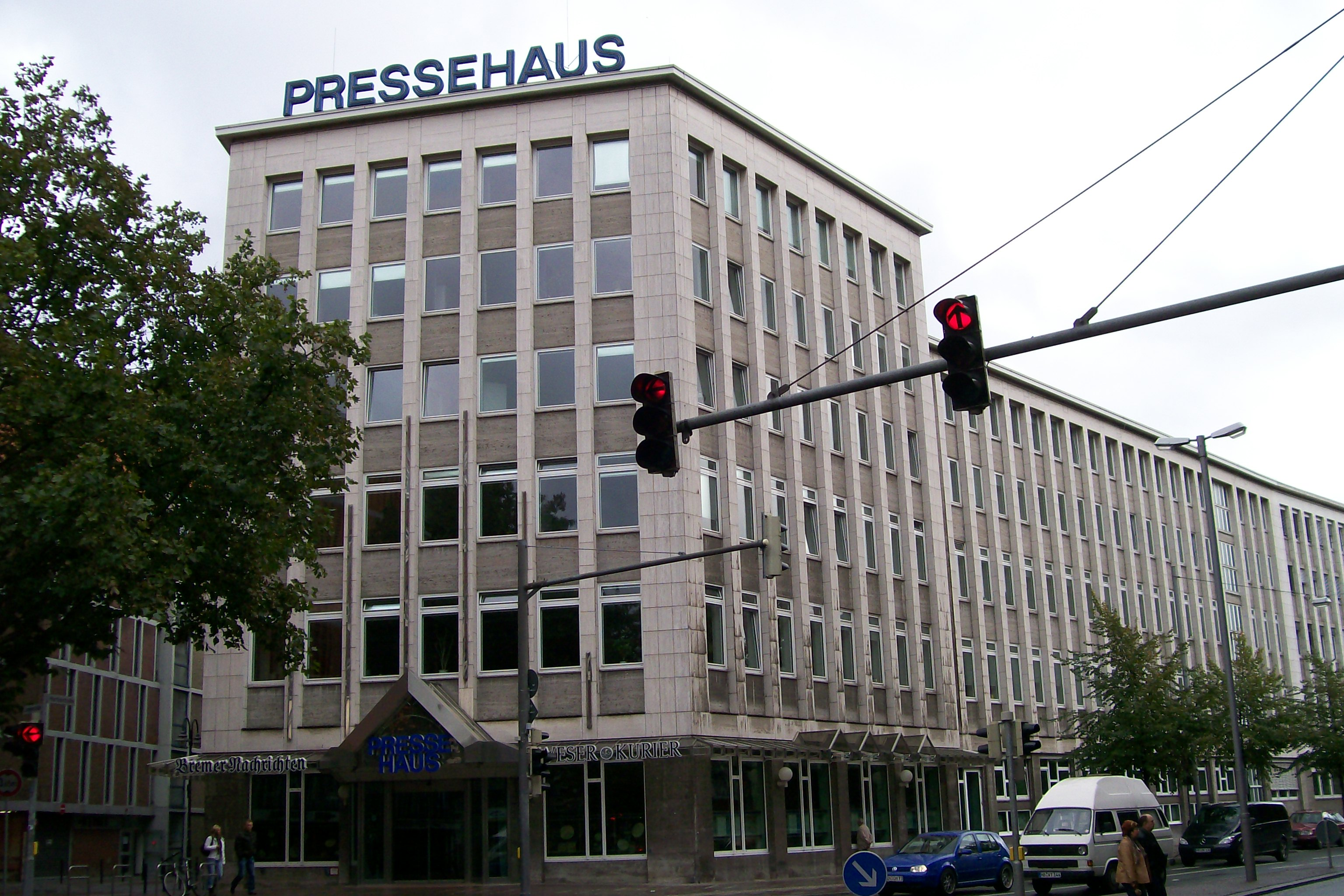
Das Pressehaus in der Martinistraße in Bremen.

Die Bremer Tageszeitungen AG (BTAG) als Verlag der Weser-Kurier Mediengruppe (Eigenschreibweise: WESER-KURIER) publiziert verschiedene Regionalzeitungen in der Stadt Bremen und im niedersächsischen Umland (Bremen umzu). Hierzu gehören vor allem die Tageszeitung Weser-Kurier mit den Kopfausgaben Bremer Nachrichten und Verdener Nachrichten, die in Bremen und dem Umland erscheinen. Hinzu kommen einige Regional- bzw. Lokalbeilagen. Die verkaufte Auflage beträgt 96.265 Exemplare, ein Minus von 52,3 Prozent seit 1998. Eigentümer des 1945 gegründeten Verlags sind je zur Hälfte die Familie Hackmack und Christian Güssow, ein Enkel von Hermann Rudolf Meyer.

## Geschichte

### Bremer Nachrichten (BN)

Zeitungslogo der Bremer Nachrichten

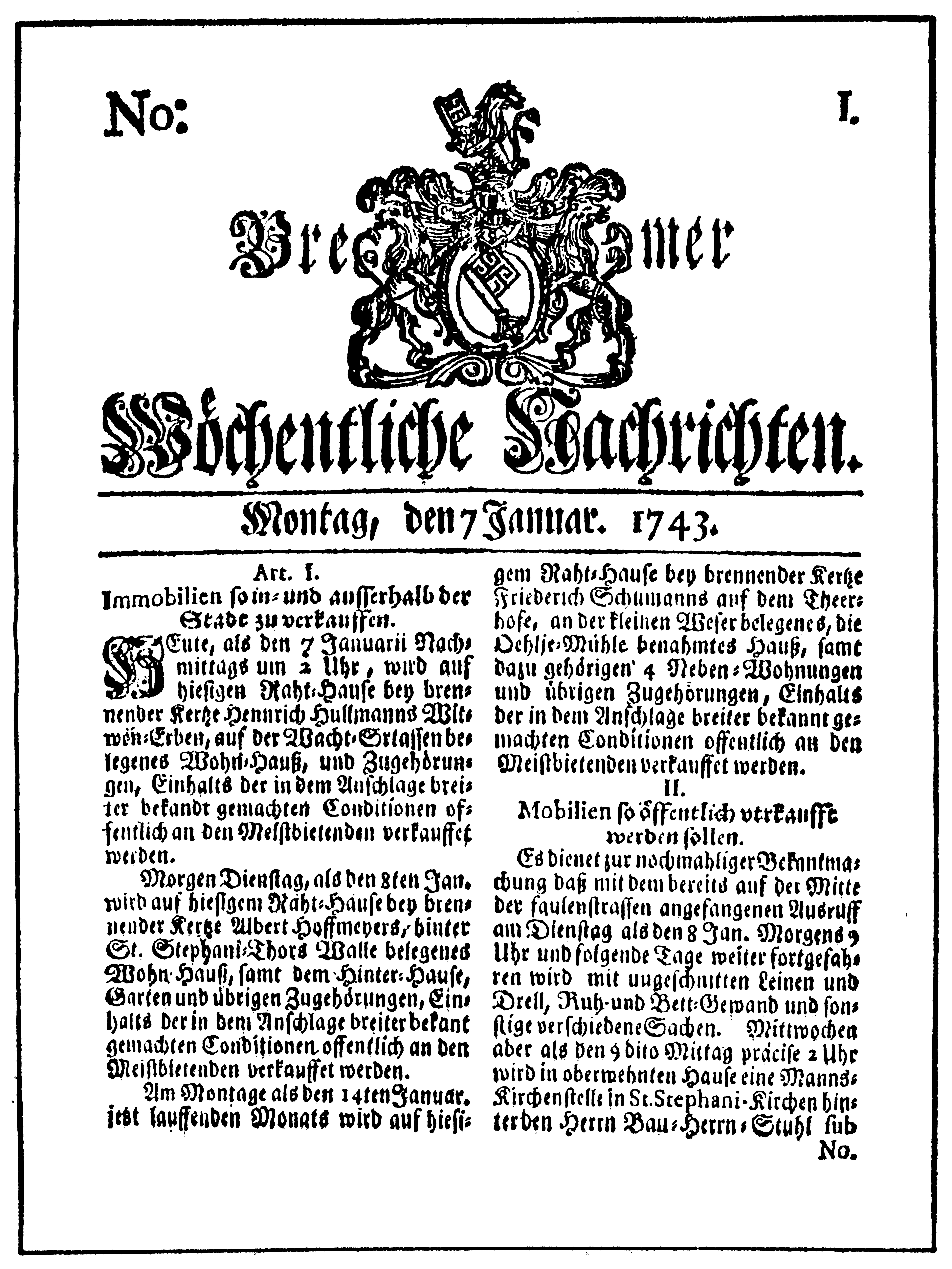
Die erste Ausgabe der Bremer Nachrichten vom 7. Januar 1743

Die Bremer Nachrichten ist dem Titel nach die viertälteste noch erscheinende Tageszeitung in Deutschland. Durch die Fusion der Verlage F. Pörtner (Die Norddeutsche) aus Bremen-Nord und C. Schünemann (Bremer Nachrichten) im Oktober 1971, die dann beide Tageszeitungen gemeinsam herausbrachten, konnte sich die wirtschaftliche Situation nicht stabilisieren. Am 6. September 1974 wurden beide Titel vom Weser-Kurier übernommen. Die Norddeutsche wurde ab dem 31. März 1979 die Regionalausgabe von Weser-Kurier und Bremer Nachrichten. Die Bremer Nachrichten verloren seit den 1980er Jahren nach und nach ihre Eigenständigkeit als Tageszeitung in Bremen. Der gemeinsame Anzeigenteil unter dem Titel „Bremer Anzeigenblock“ für den Weser-Kurier und die Bremer Nachrichten existierte bereits zu der Zeit, als die Bremer Nachrichten noch im Schünemann-Verlag erschienen. Eine eigene Lokalredaktion blieb bis Ende der 1980er Jahre erhalten. Heute sind beide Zeitungen inhaltlich völlig identisch – sie unterscheiden sich nur noch im Namen.

### Weser-Kurier (WK)

Zeitungslogo des Weser-Kurier

Markenlogo der Weser-Kurier Mediengruppe

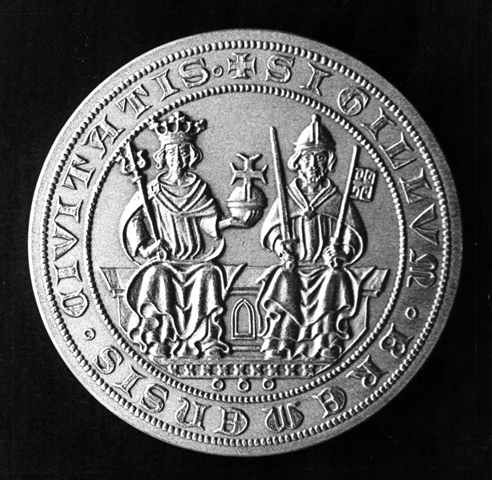
Bremer Stadtsiegel – Das Siegel zeigt auf einer Bank sitzend links den Kaiser Karl mit Zepter und Reichsapfel und rechts den Heiligen Petrus mit Schwert und Schlüssel. Das Siegel wurde von 1366 bis 1834 verwendet und findet sich seit der Erstausgabe vom 19. September 1945 im Kopf der Titelseite des Weser-Kurier

Hans Hackmack erhielt 1945 von der Militärregierung der amerikanischen Besatzungszone die Lizenz zur Herausgabe einer Zeitung, die den Namen Weser-Kurier erhielt. Sie gehörte damit nach dem Zweiten Weltkrieg zu den ersten Lizenzzeitungen im besetzten Deutschland und erschien vierseitig zum ersten Mal am 19. September 1945. Sie kostete 20 Pfennig und war mit einer Auflage von 150.000 Exemplaren mittwochs und sonnabends erhältlich. Die Bremer Nachrichten durften erst 1949 erscheinen; den Vorsprung des WK konnten sie nicht mehr wettmachen. Der redaktionelle Inhalt wurde 1945/46 von der US-Militärregierung kontrolliert, bald aber arbeitete die Redaktion unabhängig. 1946 wurde die Weser-Kurier GmbH gegründet. Der Weser-Kurier trat als überparteiliche Zeitung auf, mit einer zunächst sozial-liberalen Ausprägung.
Als Lizenzträger und Herausgeber der Zeitung kamen 1947 der Kommunist und Kaufmann Eberhard Peters (der 1948 ausschied) und der parteilose, aber der CDU nahestehende Felix von Eckardt hinzu. Hackmack blieb jedoch die treibende Kraft des Verlages. Der Schriftsteller Manfred Hausmann war von 1945 bis 1952 Feuilleton-Chef des Weser-Kurier. Mitte 1947 konnte durch eine bessere Papierversorgung der WK wöchentlich dreimal erscheinen. 1949 wurde die Zeitung im Lohndruck vom Schünemann-Verlag gedruckt. Ab September 1949 erschien die Zeitung werktäglich. Eckardt war bis Februar 1952 beim Weser-Kurier auch als Chefredakteur tätig, bis er 1952 die Leitung des Presse- und Informationsamtes der Bundesregierung in Bonn übernahm.
1952 wurde der bereits für die Weser-Kurier GmbH tätige Kaufmann Hermann Rudolf Meyer Mitgesellschafter und erwarb 1956 weitere Anteile von Hans Hackmack, so dass beide den Verlag paritätisch besaßen. Meyers Einfluss erweiterte sich danach deutlich. Hackmack schied, nachdem er zunehmend schwerhöriger wurde, 1960 aus der Geschäftsführung aus.
1956 wurde das neue Verlags- und Pressehaus errichtet und 1957 bezogen. Der WK wurde zum ersten Mal auf einer eigenen Hochdruckmaschine gedruckt. 1970 entstand das Druckhaus in Woltmershausen. Zusätzliche niedersächsische Regionalausgaben wurden herausgegeben. 1971 wurde die Mehrheit des Osterholzer Kreisblatt aus Osterholz-Scharmbeck durch den Weser-Kurier von der Verlegerfamilie Saade übernommen.
Der Verlag Weser-Kurier GmbH übernahm im September 1974 die Bremer Nachrichten, die eine eigene Redaktion behielt. Die Zeitung Die Norddeutsche vom Verlag Schünemann & Pörtner wurde mit dem Nord-Kurier vom Weser-Kurier fusioniert. Die Wümme-Zeitung wurde mit dem Lilienthaler Kurier verschmolzen.
1981 wurde die Bremer Tageszeitungen AG gegründet; die Weser-Kurier GmbH war Hauptaktionär. 1982 begann die Umstellung auf ein rechnergestütztes Textsystem (RTS). 1983 erschien erstmals der Kurier am Sonntag und das Bleisatzverfahren wurde abgeschafft. Mit dem Fortschritt in der technischen Entwicklung erhielten auch Redakteure Zugang zur elektronischen Textverarbeitung, und die Zahl der Schriftsetzer wurde verringert. Durch weitere Rationalisierung nahmen die Arbeitsplätze im technischen Bereich (Schriftsetzer, Drucker usw.) bis 2008 von 254 auf rund 70 ab.
1977 kam es nach der Tarifrunde zu einem dreiwöchigen Streik vom 3.–22. Juni. Der Streik richtete sich gegen Kürzung der Verdienste. Das Unternehmen wollte Tariferhöhungen auf übertarifliche Effektivverdienste anrechnen. Der Arbeitskampf war erfolgreich.

### Geschichte der Regionalausgaben
Anfang der 1970er Jahre verstärkte der Weser-Kurier die Berichterstattung über das Bremer Umland. Durch spezielle Seiten und Beilagen im Weser-Kurier bekamen die Leser Informationen aus ihrer Heimat-Region.
Es begann zuerst mit der Bezirksausgabe Weser-Kurier Tageszeitung für Bremen-Nord. Diese Zeitung hatte im lokalen Bereich einen Schwerpunkt für die nördlichen Stadtteile von Bremen – Burglesum, Vegesack und Blumenthal. Erweiterungen ins Bremer Umland folgten. Des Weiteren wurden der Südkreis-Kurier und der Delmenhorster Kurier als beiliegende Regionalausgaben veröffentlicht.
Der Nord-Kurier erschien unter diesem Namen von 1971 bis 1979. Ab 1979 wurde der Nord-Kurier eingestellt und die Die Norddeutsche die Regionalausgabe des Weser-Kurier.
Der Südkreis-Kurier deckte als Regionalausgabe die Berichterstattung für die süd- und südwestlichen Gebiete um Bremen ab.

### Vom Verlag zum Medienunternehmen
In den 1980er Jahren wurde das Medium Bildschirmtext für das Anzeigengeschäft eingesetzt, mangels Nachfrage jedoch nach einigen Jahren wieder eingestellt.
1997 richtete der Weser-Kurier eine Homepage im Internet ein. Die BTAG und die Nordwest-Zeitung aus Oldenburg wurden gleichberechtigte Gesellschafter beim regionalen Internetportal NORDWEST.NET. Aus dem NORDWEST.NET entwickelte sich eMedienservice Nord GmbH. Das Unternehmen arbeitet mit ca. 30 Mitarbeitern als redaktionell unabhängige und überparteiliche Nachrichtenagentur für Nordwest-Deutschland. Neben aktueller Berichterstattung in Wort und Bild erstellt emsn vollständige Seiten oder ganze Journale sowohl für die Print- als auch für die Online-Nutzung.
2000 gründeten die Bremer Tageszeitungen AG und die Oldenburger Nordwest-Zeitung aus den jeweiligen IT-Abteilungen die MSP Medien Systempartner GmbH &Co. KG. Sie bietet an ihren Standorten Bremen und Oldenburg mit über 50 Mitarbeitern IT-Dienstleistungen für den Medienbereich an.
2001 wurde ein neues Kundenzentrum im Pressehaus eröffnet und die wöchentliche Jugendseite zoom eingeführt.
2006 wurde die Berichterstattung der Regionalausgabe Delmenhorster Kurier vom Dienstleister Pressedienst Nord übernommen und 2007 die Berichterstattung der Regionalausgaben Regionale Rundschau und Syker Kurier. 2013 übernahm er auch die Berichterstattung der Regionalausgaben Achimer Kurier und Verdener Nachrichten und 2015 die Berichterstattung der Regionalausgaben Osterholzer Kreisblatt und Wümme-Zeitung.
Im September 2008 erwarb die Bremer Tageszeitungen AG 21,6 Prozent der Anteile am Fernsehsender center.tv Bremen, der am 5. September 2007 gestartet worden war. Am 31. Mai 2013 wurde der Sendebetrieb eingestellt.
Im April 2013 wurden die Pläne zum Abbau von bis zu 110 Arbeitsplätzen bekannt, etwa ein Drittel der Belegschaft der Bremer Tageszeitungen AG. 54 Stellen sollten durch die Schließung des Kundenservices und der Druckvorstufe wegfallen. Im Druckhaus und in der kaufmännischen Abteilung sollten bis zu 40 Stellen gestrichen werden und in der Redaktion bis zu 20 Stellen.
Der Weser-Kurier bezog ab Juni 2015 überregionale Inhalte von der DuMont Hauptstadtredaktion und bezieht seit Oktober 2018 welche vom RedaktionsNetzwerk Deutschland. Weitere überregionale Inhalte werden seit 2019 vom Tagesspiegel bezogen und seit 2021 von Anja Maier vom Berliner Journalistenbüro Die Korrespondenten.
Im August 2017 wurde die App Mein Werder gestartet und die Berichterstattung über Werder Bremen an die Redaktion der App ausgelagert. Die App wurde im Juli 2019 in WK Flutlicht umbenannt und zum 1. Oktober 2020 eingestellt. Im Januar 2021 legten der Weser-Kurier und die Kreiszeitung ihre Berichterstattung über Werder Bremen in der Deichstube GmbH zusammen.
Am 19. Juni 2018 startete die Bremer Tageszeitungen AG zusammen mit Nextbike in Bremen das Fahrradverleihsystem WK-Bike. Im Oktober 2021 wurde bekanntgegeben, dass das System ab April 2022 auch in Oldenburg verfügbar sein wird. Seit etwa 2023 hat WK-Bike seinen Fuhrpark stark ausgedünnt, indem das Unternehmen defekte Räder teils monatelang am Straßenrand stehenließ, statt sie zu reparieren. Der Grund dafür war nach Ansicht der „tageszeitung“ (taz) vermutlich eine Verunsicherung des Unternehmens durch das Vorhaben der rot-grün-roten Bremer Koalition, ein öffentliches Bikesharing-System einzuführen, wodurch WK-Bike möglicherweise Konkurrenz bekommen hätte.
Im Dezember 2020 wurde das verlagseigene Druckhaus im Stadtteil Woltmershausen geschlossen. Seitdem werden die Zeitungen im Druckhaus Delmenhorst gedruckt, das dem Unternehmer Gerhard Tapken gehört.
Seit Mitte 2021 gibt es einen neuen Internetauftritt www.weser-kurier.de. Für viele Inhalte ist ein Digital-Abonnement erforderlich.
Am 25. September 2022 erschien der Kurier am Sonntag zum letzten Mal. Der Verlag hat die Einstellung der siebten Ausgabe mit wirtschaftlichen Erwägungen begründet. Der Weser-Kurier war der letzte Regionalzeitungsverlag in Deutschland, der eine Sonntagsausgabe herausgegeben hat. Am Sonnabend erscheint seitdem eine große Wochenendausgabe von Weser-Kurier, Bremer Nachrichten und Verdener Nachrichten. Sie enthält viele Inhalte der Sonntagsausgabe, u. a. die wöchentliche Karikatur von Til Mette.

## Ausgaben
Der Verlag gibt drei Hauptausgaben (Weser-Kurier, Bremer Nachrichten und Verdener Nachrichten), sieben Regionalausgaben, fünf Stadtteilausgaben, ein Anzeigenblatt (Kurier der Woche) und das Newsportal weser-kurier.de heraus.
Im Online-Archiv stehen mehr als drei Millionen Seiten über das Internet für registrierte Kunden zur Verfügung. Das Archiv beginnt mit den ersten Ausgaben, deren Seiten eingescannt und nur als Rastergrafiken dargestellt, jedoch im Volltext durchsucht werden können.

### Hauptausgaben
- Der Weser-Kurier ist die auflagenstärkste Zeitung des Verlages.
- Die Bremer Nachrichten unterscheiden sich von der inhaltlich identischen Schwesterzeitung Weser-Kurier nur noch durch ihren Namen auf der Titelseite.[2]
- Die Verdener Nachrichten in Verden (Aller) erscheinen als Kopfausgabe mit eigenem Titel und nicht als Beilage, enthalten aber den gleichen Mantelteil.

Ergänzend dazu:
- Die fünf Stadtteil-Kuriere an jedem Montag und Donnerstag als stadtteilspezifischen Beilage: Darin finden Themen für den einzelnen Stadtteil Platz. Zudem sollen die lokalen Stadtausgaben ein redaktionelles Anzeigenumfeld für den nur stadtteilgebundenen Handel und Gewerbe darstellen.
- Der Kurier am Sonntag erschien seit 1983 bis zum 25. September 2022 als gemeinsame Ausgabe der Hauptausgaben (Vertrieb an die Abonnenten).[24]

### Regionalausgaben
Werktags einschließlich samstags erscheinen außerdem folgende sieben Regional- bzw. Lokalausgaben als Bestandteil der Hauptausgaben:
- Achimer Kurier in Achim
- Delmenhorster Kurier in Delmenhorst
- Die Norddeutsche in Bremen-Nord
- Regionale Rundschau in Stuhr-Brinkum
- Wümme-Zeitung in Lilienthal
- Osterholzer Kreisblatt in Osterholz-Scharmbeck
- Syker Kurier in Syke

### Weser-Kurier Plus
Seit dem 1. August 2011 hat die Bremer Tageszeitungen AG ihre digitalen Produkte unter Weser-Kurier Plus zusammengefasst. Dazu gehören ePaper, Apps für verschiedene Endgeräte, m.weser-kurier.de und das digitale Zeitungsarchiv (sämtliche Ausgaben ab 1945). Hierfür wurde ein neues Preismodell entwickelt, bei dem auch ein rein digitales Abo möglich ist, während dies zuvor nur in Verbindung mit der Papierausgabe möglich war.

### Delmenhorster Kreisblatt
Schon 2005 wurde das Delmenhorster Kreisblatt Teil des Bremer Anzeigenblocks. Die Zusammenarbeit erstreckt sich auch auf den redaktionellen Bereich, indem die Bremer Tageszeitungen den Mantelteil für das Kreisblatt lieferten. Seit Juli 2011 fertigt die Redaktion des Delmenhorster Kreisblatts den Mantel wieder selber, die Zusammenarbeit mit dem Weser-Kurier wurde eingestellt. Damit unterscheiden sich die Zeitungen in Delmenhorst wieder; der Weser-Kurier als Autorenzeitung und das Kreisblatt als Agenturzeitung mit Heimatschwerpunkt.
Delmenhorst gilt auch in einem anderen Bereich als „Testlabor“ des Bremer Verlages. Die Lokalredaktion der Regionalausgabe Delmenhorster Kurier wurde 2006 aufgelöst. Stattdessen wurden Redakteure eines externen Unternehmens im Rahmen der Arbeitnehmerüberlassung eingesetzt. Von Gewerkschaftsseite wurde diese Konstruktion als Tarifflucht betrachtet. Auch weitere redaktionelle Dienstleistungen hatte der Verlag ausgegliedert. Zu Kündigungen von Redakteuren kam es durch die Umstrukturierungen nicht. Die betroffenen Lokalredakteure wurden in anderen Abteilungen des Hauses eingesetzt.

## Auflage und Reichweite

### Auflage
Die verkaufte Auflage der beiden gemeinsam ausgewiesenen Tageszeitungen Weser-Kurier und Bremer Nachrichten beträgt 96.265 Exemplare. In den vergangenen Jahren haben die beiden Blätter erheblich an Auflage eingebüßt. Die verkaufte Auflage ist in den vergangenen 10 Jahren um durchschnittlich 4,5 % pro Jahr gesunken. Im vergangenen Jahr hat sie um 4,6 % abgenommen. Der Anteil der Abonnements an der verkauften Auflage liegt bei 88 Prozent.
| 1998   | 1999   | 2000   | 2001   | 2002   | 2003   | 2004   | 2005   | 2006   | 2007   | 2008   | 2009   | 2010   | 2011   | 2012   | 2013   | 2014   | 2015   | 2016   | 2017   | 2018   | 2019   | 2020   | 2021   | 2022   | 2023   | 2024  |
| ------ | ------ | ------ | ------ | ------ | ------ | ------ | ------ | ------ | ------ | ------ | ------ | ------ | ------ | ------ | ------ | ------ | ------ | ------ | ------ | ------ | ------ | ------ | ------ | ------ | ------ | ----- |
| 201691 | 201868 | 199789 | 195624 | 188356 | 182412 | 178895 | 174547 | 172726 | 171395 | 167305 | 164120 | 162071 | 159254 | 161191 | 158019 | 154693 | 149255 | 144158 | 139631 | 133547 | 127069 | 121341 | 117078 | 111178 | 102171 | 97448 |

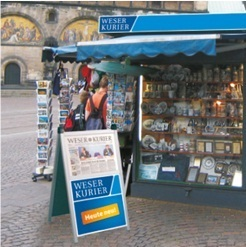
Werbung für den Weser-Kurier

Seit 2006 bemüht sich der Verlag, etwa durch die Ausgabe einer „AboCard“, Verluste im Tageszeitungsgeschäft durch andere Einnahmequellen auszugleichen. Stärkeres Marketing soll mehr Leser gewinnen. Durch Kooperationen mit Umland-Blättern will der Verlag seine Zeitungen für die Werbewirtschaft attraktiv halten. Seit dem 1. Januar 2007 ist daher die über die Kreiszeitung Syke zur Ippen-Gruppe gehörige Rotenburger Kreiszeitung Teil des „Bremer Anzeigenblocks“. Diese Anzeigenkombination hat nun eine verkaufte Auflage von 102.485 Exemplaren.
Im Einzelverkauf unternimmt der Verlag seit Mitte 2007 verstärkt werbliche und vertriebliche Anstrengungen, indem z. B. Zeitungsverkaufsstellen mit Außenwerbung des Weser-Kurier versehen werden.

### Reichweite
Nach der Media-Analyse MA Pressemedien II 2009 der Arbeitsgemeinschaft Media-Analyse haben Weser-Kurier und Bremer Nachrichten in Bremen eine Reichweite von 63,1 %. Damit werden Weser-Kurier und Bremer Nachrichten von täglich 263.000 Bremern gelesen. Dies ist mit großem Abstand der Spitzenplatz unter den deutschen Großstadtzeitungen (Hannoversche Allgemeine Zeitung/Neue Presse in Hannover: 56 %, WAZ in Essen: 53,2 %, Stuttgarter Nachrichten/Stuttgarter Zeitung in Stuttgart: 51,8 %, Rheinische Post in Düsseldorf: 40,3 %, Hamburger Abendblatt in Hamburg: 31,8 %, Frankfurter Neue Presse/FAZ in Frankfurt: 22,3 %, Berliner Zeitung/Berliner Morgenpost/Der Tagesspiegel zusammen in Berlin: 35,3 %). Insgesamt hatte der Bremer Anzeigenblock laut MA Pressemedien II 2009 510.000 Leser und damit eine Reichweite von 54,9 % im Verbreitungsgebiet. Im Vergleich dazu erreichte im Jahre 2008 die Neue Osnabrücker Zeitung 442.000 Leser (MA 2008).

## Verlagsleitung und Chefredakteure

### Verlagsleitung und Aufsichtsrat
Der Verlag Bremer Tageszeitungen AG wird vom Alleinvorstand David Koopmann geführt. Das Vorstandsmitglied Florian Kranefuß musste im Dezember 2009 nach zweijähriger Tätigkeit sein Vorstandsamt aufgeben. Der Vorstandsvorsitzende Dr. Ulrich Hackmack aus einer der beiden Eigentümerfamilien (Hackmack und Meyer) wurde nach rund 14 Jahren am 25. April 2013 vom Aufsichtsrat abberufen. Das Unternehmen kam damit einem Gerichtsurteil zuvor, das am 26. April 2013 feststellte, dass Dr. Hackmack zu Unrecht im Amt war. Hierüber hatte die Familie Meyer vier Jahre lang vor verschiedenen Gerichten geklagt. Im Oktober 2018 wurde bekannt, dass die Vorstandsmitglieder Eric Dauphin und Jan Leßmann zum 31. Dezember 2018 das Verlagshaus verlassen werden. Seit dem 1. Januar 2019 waren Moritz Döbler und David Koopmann gleichberechtigte Vorstände der Bremer Tageszeitungen AG. Am 26. August 2019 wurde veröffentlicht, dass Moritz Döbler zum 1. Januar 2020 als Chefredakteur zur Rheinischen Post wechselt. David Koopmann ist seit dem 1. September 2019 Alleinvorstand der Bremer Tageszeitungen AG
Aufsichtsratsvorsitzender war bis Dezember 2009 der Rechtsanwalt Uwe Woywod. Mit ihm traten im Dezember 2009 zwei weitere Aufsichtsratsmitglieder, darunter auch der Ex-Sparkassenchef Jürgen Oltmann, wegen erheblicher Spannungen zurück. Dem Aufsichtsrat gehören seit Juni 2024 Bernhard Gätjen, Christian Güssow, Stephan Marzen, Andreas Müller, Markus Ruppe und Dr. Ulrich Hackmack an.

### Chefredakteure
Bis 2008 gab es für den Weser-Kurier und die Bremer Nachrichten selbständige Chefredakteure oder ein Chefredaktionskollegium. Seit März 2008 wurden die Redaktionen des Weser-Kuriers, der Bremer Nachrichten und der Verdener Nachrichten in Personalunion von einem Chefredakteur geleitet – seit Januar 2014 von einer Doppelspitze: Die wegen ihres Führungsstils umstrittene Chefredakteurin Silke Hellwig wurde nach Angaben der Zeitschrift „journalist“ damals „weitgehend entmachtet“. Der BTAG-Vorstand habe ihr mit Peter Bauer einen zweiten, kommissarischen Chef an die Seite gestellt. Er übernahm die presserechtliche Verantwortung und betreute das Tagesgeschäft. Hellwig sollte sich nach Angaben der BTAG „vor allem publizistischen Aufgaben widmen“. Am 15. Januar 2015 wurde Peter Bauer durch Moritz Döbler abgelöst, bis dahin Geschäftsführender Redakteur beim Berliner „Tagesspiegel“. Seit dem 1. September 2019 ist Silke Hellwig alleinige Chefredakteurin.

#### Chefredakteure der Bremer Nachrichten (1838–2008)
- Abraham Schlichte, ab 1. Januar 1838
- Justus Finger, ab 1. Juli 1874
- Georg Kunoth, vom 20. Mai 1899 bis 4. April 1927
- Fritz Reineck, vom 1. April 1927 bis 31. Mai 1937
- Erich Beck, ab 1. Juni 1937
- Walter Gong, vom 20. September 1949 bis 28. Oktober 1951
- Adolf Wolfard, vom 29. Oktober 1951 bis 30. November 1951 (bis zu seiner Ermordung[35])
- Fritz Reineck, vom 7. Dezember 1951 bis 3. Februar 1954
- Hans-Joachim Kausch, vom 4. Februar 1954 bis 31. Dezember 1956
- Wilhelm Schmalfeldt, vom 1. Januar 1957 bis 31. Dezember 1958
- Heinz Winkler, vom 1. Januar 1959 bis 31. Dezember 1963
- Walter Steinhage, vom 1. Januar 1964 bis 31. März 1971
- Hans Wolfgang Engelmann, vom 1. April 1971 bis 16. Juli 1976
- Hans Joachim Groß, vom 1. März 1975 bis zum 2. März 1977
- Hilmar Börsing, vom 2. März 1977 bis 31. Dezember 1978
- Jürgen Fränzel, vom 1. Januar 1979 bis 1. Februar 1981
- Helge Ehler, vom 3. April 1979 bis 5. Oktober 1982
- Volker Weise, vom 6. Oktober 1982 bis 31. Oktober 1987 und vom 1. März 2008 bis 31. Januar 2009
- Dietrich Ide, vom 6. Oktober 1982 bis 28. Februar 2008 (als letzter eigenständiger Chefredakteur der Bremer Nachrichten)

#### Chefredakteure des Weser-Kuriers (1945–2008)
- Hans Hackmack, vom 19. September 1945 bis 31. Mai 1955
- Felix von Eckardt, vom 19. September 1945 bis 1. Februar 1952
- Otto Bothe, vom 1. Februar 1952 bis 25. November 1963
- Karl Bachler, vom 26. November 1963 bis 31. Dezember 1970
- Wolfgang Heyen, vom 1. Januar 1971 bis 31. Januar 1972
- Unbesetzt vom 1. Februar 1972 bis 2. August 1973

Chefredaktionskollegium
- Wolfgang Oelrich, vom 3. August 1973 bis 1. April 1974
- Walter Tempelmann, vom 3. August 1973 bis 15. März 1978
- Hilmar Börsing, vom 27. Februar 1975 bis 28. Februar 1977
- Werner Schmidt, vom 16. Juni 1976 bis 15. März 1978
- Jürgen Bettmann, vom 16. Juni 1976 bis 15. März 1978

Redaktionsdirektor:
- Hans-Joachim Groß, vom 16. März 1978 bis 6. November 1979

Chefredaktionskollegium:
- Walter Tempelmann, vom 7. November 1979 bis 31. Dezember 1979
- Heinz Nolte, vom 15. August 1979 bis 18. August 1985
- Gebhard Hillmer, vom 2. Januar 1980 bis 3. Februar 1983
- Werner Schmidt, vom 7. November 1979 bis 31. März 1990
- Jürgen Bettmann, vom 7. November 1979 bis 31. Dezember 1997
- Volker Weise, vom 4. November 1987 bis 31. Dezember 1997

Chefredakteure
- Volker Weise, vom 2. Januar 1998 bis 31. Januar 2009 (ab 1. März 2008 auch für die Bremer Nachrichten und Verdener Nachrichten)

#### Chefredakteure von Weser-Kurier, Bremer Nachrichten und Verdener Nachrichten (ab 2008)
- Volker Weise, vom 1. März 2008 bis 31. Januar 2009
- Lars Haider, vom 1. Februar 2009 bis 30. Juni 2011
- Helge Matthiesen, vom 1. Juli 2011 bis 14. September 2011; kommissarisch
- Silke Hellwig, ab 15. September 2011
- Peter Bauer, vom 1. Januar 2014 bis 14. Januar 2015; kommissarisch
- Moritz Döbler, vom 15. Januar 2015 bis 31. August 2019
- Benjamin Piel, seit 1. Januar 2025

## Auszeichnungen
- Henri Nannen Preis
  - 2011 für Christine Kröger, Weser-Kurier
- Theodor-Wolff-Preis
  - 1962 für Thaddäus Troll, Bremer Nachrichten
  - 1965 für Günter Bruns, Bremer Nachrichten
  - 1970 für Dieter Hünerkoch, Weser-Kurier
  - 1981 für Gabriele Fischer, Osterholzer Kreisblatt
  - 2006 für Christine Kröger, Weser-Kurier
  - 2012 für Lars Fischer, Wümme-Zeitung
- Wächterpreis der deutschen Tagespresse
  - 1969 für Ulrich Manz, Weser-Kurier
  - 2010 für Christine Kröger, Weser-Kurier
- Deutscher Lokaljournalistenpreis der Konrad-Adenauer-Stiftung
  - 2004 für Sabine Doll und Iris Hetscher, Weser-Kurier
  - 2010 für die Gesamtredaktion des Weser-Kurier
  - 2012 für das Norddeutschland-Ressort des Weser-Kurier
  - 2014 für Jürgen Hinrichs, Weser-Kurier
- Deutscher Journalistenpreis Wirtschaft/Börse/Finanzen (djp)
  - 2011 für Krischan Förster, Weser-Kurier
- Journalistenpreis der Deutschen Umweltstiftung
  - 1984 für Peter Groth und Burkhard Ilschner, Bremer Nachrichten, Verdener Nachrichten
- Auszeichnung vom Verband Deutscher Sportjournalisten
  - 2010 für Olaf Dorow, Weser-Kurier

Auszeichnung Veltins Lokalsportpreis
2010 für Ruth Gerbracht, Weser-Kurier
- European Newspaper Award
  - 2010 für Christina Kuhaupt
  - 2010 für Stefan Dammann
- German Paralympic Media Award 2010 für Arno Schupp
- Reportagepreis des Netzwerkes Junge Journalisten 2010 für Miriam Keilbach
- Journalistenpreis des Presseklubs Bremerhaven-Unterweser 2010 für Maren Beneke
- Medienpreis Mittelstand – Print Regional 2012 für Krischan Förster